# Томчишин Віра Миколаївна
Віра Миколаївна Томчишин (нар. 1 березня 1944, село Васильківці, тепер Гусятинського району Тернопільської області) — українська радянська діячка, головний зоотехнік колгоспу. Депутат Верховної Ради УРСР 10—11-го скликань.

## Біографія
Закінчила Львівський зооветеринарний інститут.
З 1963 року — обліковець, завідувачка ферми, зоотехнік-селекціонер, головний зоотехнік колгоспу імені Горького село Перемога (тепер Опільсько) Сокальського району Львівської області.
Член КПРС з 1966 року.
Потім — на пенсії в селі Опільсько Сокальського району Львівської області.

## Нагороди
- ордени
- медалі